# グザンブ
グザンブ （Xambes）は、フランス、ヌーヴェル＝アキテーヌ地域圏、シャラント県のコミューン。

## 地理
グザンブは、アングレームの北約20km、サンタマン＝ド＝ボワの北西約4kmに位置する小さな町である。シャラント川谷とボワの森の間にある。
町の地盤は、ジュラ紀からの石灰岩からなるカルストである。
町を横切る水路はない。しかしながらコミューンの南端にセプ・フォンという名の水源があり、小さな小川となって南へ流れシャラント川に合流する。町のふもとには泉がある。
最寄の鉄道駅は、TERポワトゥー＝シャラント路線が通じるリュクセ駅である。2017年にはLGV南ヨーロッパ大西洋線の線路がコミューンを通過する予定である。

## 歴史
グザンブは、アングレームのバソー港から伸びる道の途上にある。
11世紀初頭のグザンブは、巡礼でにぎわう地であった。
1793年にコミューンとなったときのつづりはXambre、1801年にXambeとなり、その後現在のXambesとなった。

## 史跡
- ノートルダム教会 - 11世紀。

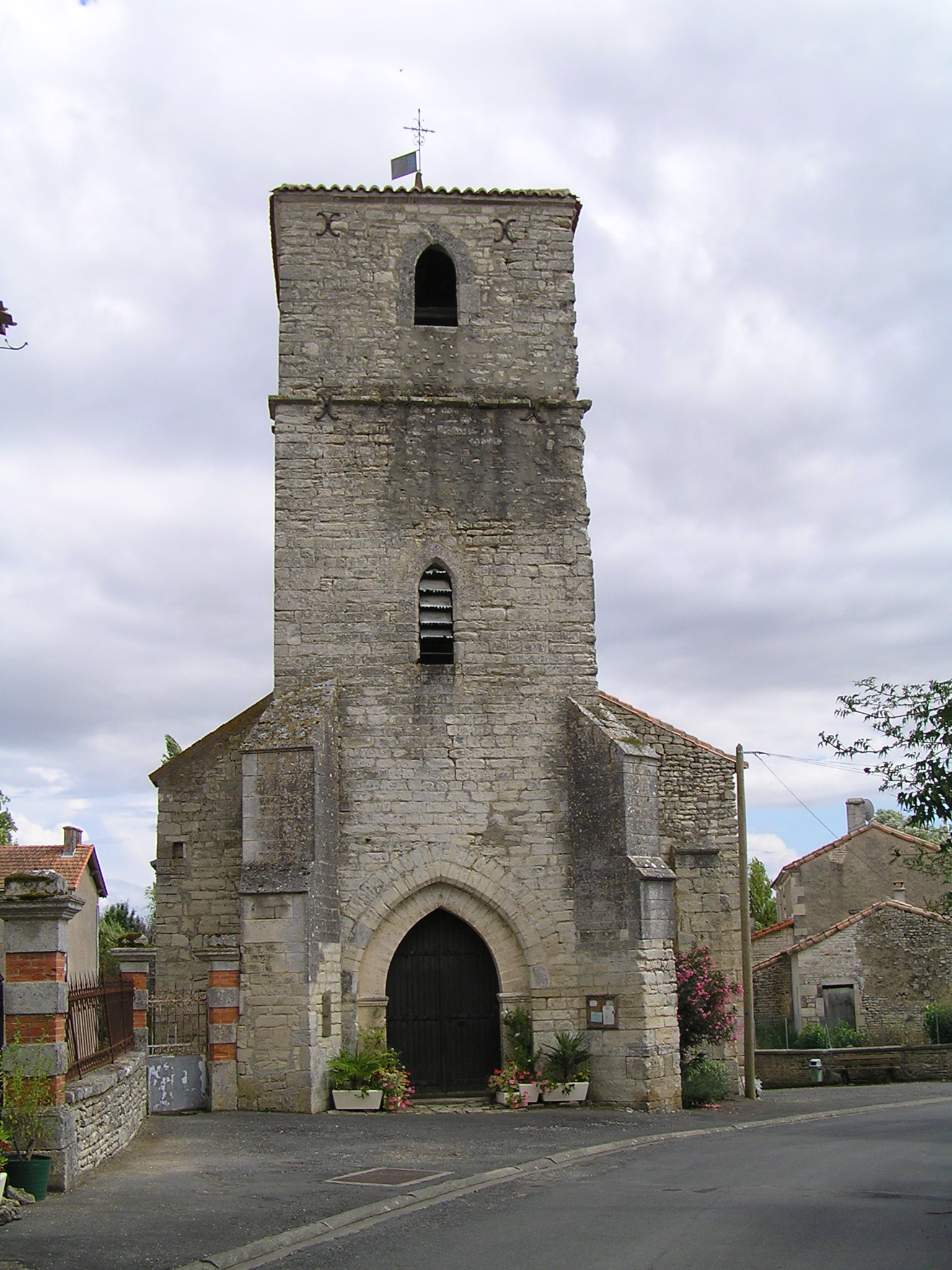
ノートルダム教会
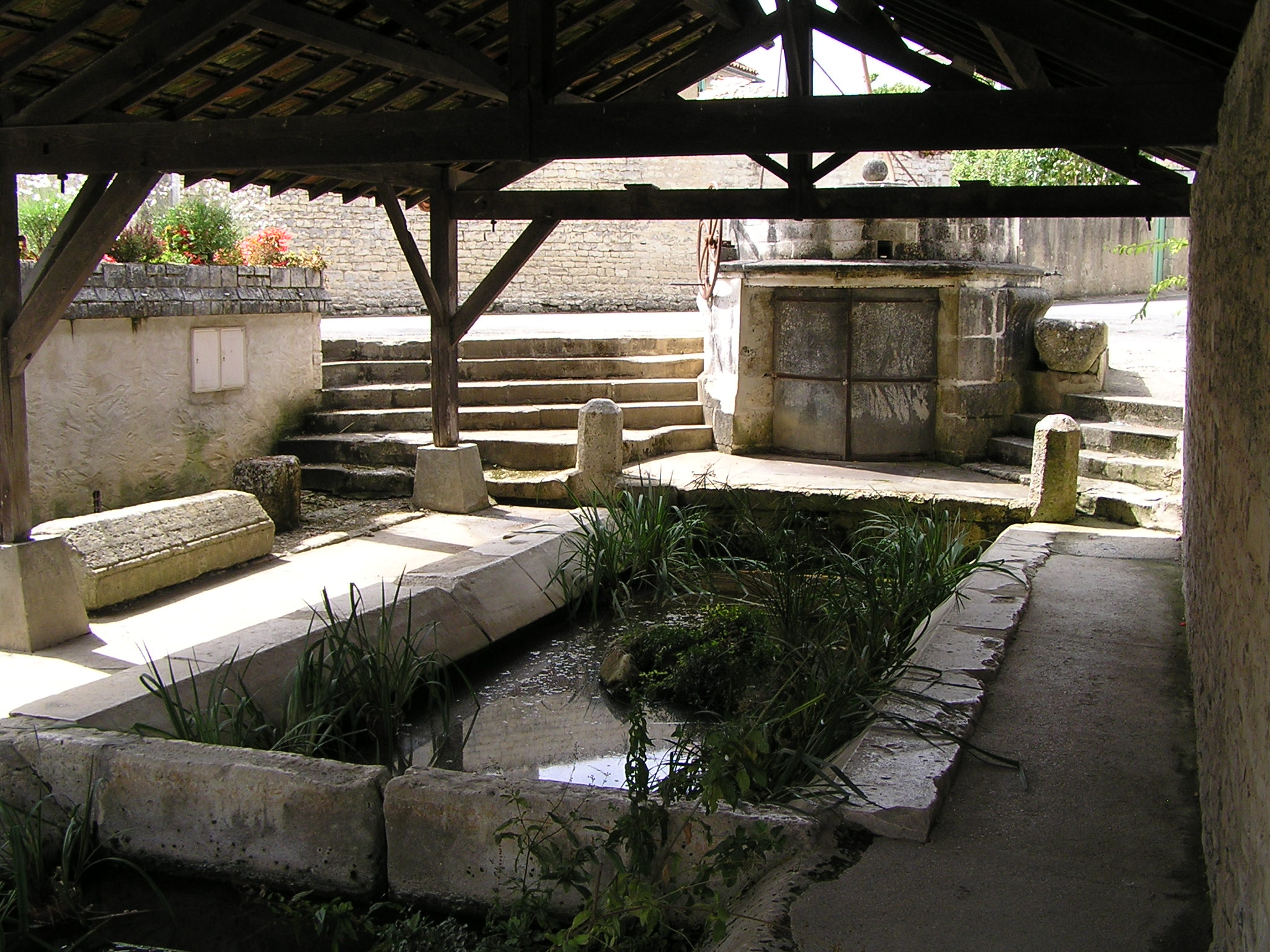
洗濯場

## 人口統計
| 1962年 | 1968年 | 1975年 | 1982年 | 1990年 | 1999年 | 2006年 | 2011年 |
| ------ | ------ | ------ | ------ | ------ | ------ | ------ | ------ |
| 289    | 300    | 284    | 297    | 320    | 320    | 312    | 292    |

参照元:1999年までEHESS、2004年以降INSEE